# Wysoka (Łańcut)

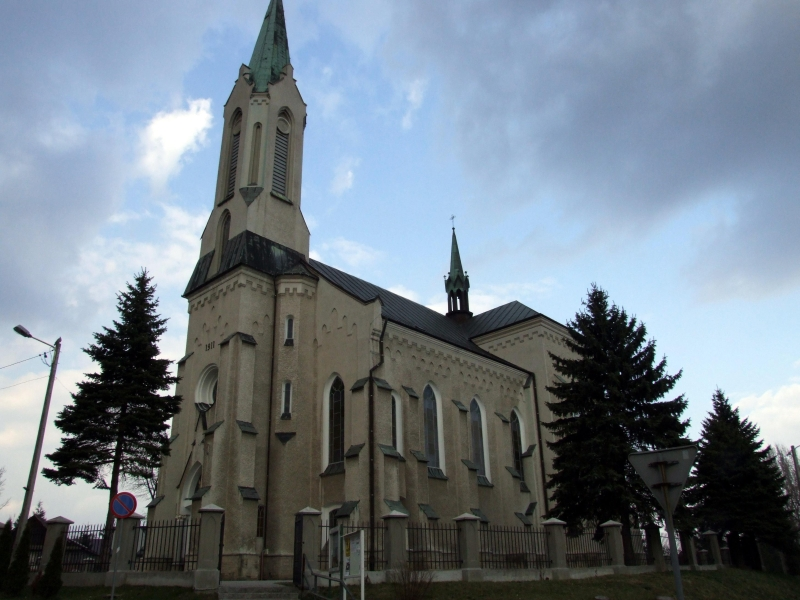
Kirche in Wysoka

Wysoka ist eine Ortschaft mit einem Schulzenamt der Gemeinde Łańcut im Powiat Łańcucki der Woiwodschaft Karpatenvorland in Polen.

## Geographie
Der Ort liegt im Rzeszów-Vorgebirge (der südlichste Teil des Sandomirer Beckens), am rechten Wisłok-Zufluss Sawa (auch Głuchówka genannt) etwa 3 Kilometer südöstlich von Łańcut und 15 Kilometer östlich von Rzeszów.
Nachbarorte sind die Stadt Łańcut im Nordwesten, Sonina im Norden, Kosina im Nordosten, Markowa im Südosten, Albigowa im Süden sowie Kraczkowa im Südwesten.

## Geschichte
Im späten 14. Jahrhundert entstand um die Stadt Łańcut eine geschlossene deutsche Sprachinsel (später Walddeutsche genannt, die bis zum 18. Jahrhundert polnischsprachig wurden), von etwa zehn Dörfern, darunter höchstwahrscheinlich auch das Dorf Wysoka. Es wurde im Jahr 1384 im Dokument der Zehntverleihung im Gebiet von Łańcut als Wyssoka erstmals urkundlich erwähnt. Der Name des Dorfes ist slawisch, was zumindest von einer älteren örtlichen Namensherkunft zeugt. Im Jahr 1450 gehörte es Jan von Pilcza, einem Enkel von Otto von Pilcza und Sohn von Elisabeth von Pilitza.
Mindestens bis zum 16. Jahrhundert wurde im Ort noch deutsch gesprochen, im Jahr 1558 kaufte der örtliche Priester eine deutschsprachige Bibel. Deutsche Formen der Vornamen durchziehen noch in der ersten Hälfte des 18. Jahrhunderts die örtlichen Schöffenbücher.
Bei der Ersten Teilung Polens kam das inzwischen polnischsprachige Wysoka 1772 zum neuen Königreich Galizien und Lodomerien des habsburgischen Kaiserreichs (ab 1804). Etwa vor 1780 kaufte Stanisław Szczęsny Potocki das Dorf, später gehörte es Konstancja Bekierska (Bielska), ab dem Jahr 1819 der Adelsfamilie Potocki. Nach der Aufhebung der Patrimonialherrschaft mit Leibeigenschaft bildete es ab 1850 eine Gemeinde im Bezirk und Gerichtsbezirk Łańcut.
1918, nach dem Ende des Ersten Weltkriegs und dem Zusammenbruch der k.u.k. Monarchie, kam der Ort zu Polen. Unterbrochen wurde dies nur durch die Besetzung Polens durch die Wehrmacht im Zweiten Weltkrieg.
Von 1975 bis 1998 gehörte Wysoka zur Woiwodschaft Rzeszów.

## Persönlichkeiten
- Adam Szal (* 1953), polnischer Geistlicher und römisch-katholischer Erzbischof von Przemyśl.